# Porntip Buranaprasertsuk
Porntip Buranaprasertsuk (en telugu:พรทิพย์ บูรณะประเสริฐสุข; n. 24 oct 1991) és una esportista tailandesa que competeix en bàdminton en la categoria individual. Ella va competir en els Jocs Asiàtics de 2014.